# Blue Hawaii (álbum)
Blue Hawaii es el decimocuarto álbum de estudio del músico y cantante estadounidense Elvis Presley, publicado por la compañía discográfica RCA Victor en octubre de 1961. El álbum, que sirve como banda sonora de la película homónima, fue grabado en los Radio Recorders los días 21, 22 y 23 de marzo de 1961. Pasó veinte semanas en el primer puesto de la lista estadounidense Billboard 200 y 39 semanas en el top 10  y fue certificado como triple disco de platino por la RIAA.Blue Hawaii estuvo nominado para los premios Grammy en la categoría "Mejor álbum de banda sonora de película o televisión" (Best Sound Track Album or Recording of Original Cast from a Motion Picture or Television) en 1961.

## Contenido
Tom Parker, representante de Presley, había planeado en un inicio un calendario para un álbum de estudio y una banda sonora por año, además de cuatro sencillos. Para coincidir con la localización del largometraje, se incluyeron toques de música hawaiiana, así como instrumentación de la canción tradicional "Aloha 'Oe". El tema que da título al álbum fue extraído del largometraje de Bing Crosby Waikiki Wedding.
Las canciones "Can't Help Falling in Love" y "Rock-A-Hula Baby" fueron extraídos del álbum como un sencillo publicado un mes después. La primera canción se convirtió en un clásico en los conciertos de Presley durante la década de 1970 y llegó al primer puesto de la lista Billboard Hot 100, mientras que "Rock-A-Hula Baby" llegó al puesto 23.
La banda sonora fue nominado al premio Grammy en 1961 en la categoría de mejor álbum de banda sonora o grabación original para película o televisión.
El éxito de la banda sonora, así como el de su predecesor, G.I. Blues, marcaron el ritmo para el resto de la carrera musical de Presley durante la década. Así, Parker y Presley se centraron en la carrera cinematográfica, con álbumes no relacionados con las bandas sonoras en un segundo plano, hasta el punto que solo llegó a grabar seis durante la década de 1960, frente a las dieciséis bandas sonoras, las 27 películas y un especial televisivo en 1968.

## Lista de canciones
| Cara A |                              |                                                  |          |  |
| N.º    | Título                       | Escritor(es)                                     | Duración |  |
| 1.     | «Blue Hawaii (canción)»      | Leo Robin, Ralph Rainger                         | 2:36     |  |
| 2.     | «Almost Always True»         | Ben Weisman, Fred Wise                           | 2:25     |  |
| 3.     | «Aloha Oe»                   | Queen Lydia Lili'uokalani                        | 1:53     |  |
| 4.     | «No More»                    | Don Robertson, Hal Blair, Sebastián Iradier      | 2:22     |  |
| 5.     | «Can't Help Falling in Love» | George David Weiss, Hugo Peretti, Luigi Creatore | 3:01     |  |
| 6.     | «Rock-A-Hula Baby»           | Ben Weisman, Fred Wise, Dolores Fuller           | 1:59     |  |
| 7.     | «Moonlight Swim»             | Ben Weisman, Sylvia Dee                          | 2:20     |  |

| Cara B |                         |                                                  |          |  |
| N.º    | Título                  | Escritor(es)                                     | Duración |  |
| 1.     | «Ku-U-I-Po»             | George David Weiss, Hugo Peretti, Luigi Creatore | 2:23     |  |
| 2.     | «Ito Eats»              | Sid Tepper, Roy C. Bennett                       | 1:23     |  |
| 3.     | «Slicin' Sand»          | Sid Tepper, Roy C. Bennett                       | 1:36     |  |
| 4.     | «Hawaiian Sunset»       | Sid Tepper, Roy C. Bennett                       | 2:32     |  |
| 5.     | «Beach Boy Blues»       | Sid Tepper, Roy C. Bennett                       | 2:03     |  |
| 6.     | «Island of Love»        | Sid Tepper, Roy C. Bennett                       | 2:41     |  |
| 7.     | «Hawaiian Wedding Song» | Al Hoffman, Charles King, Dick Manning           | 2:48     |  |

## Grabación
Buena parte d los temas del álbum fueron compuestos por la dupla de Sid Tepper y Roy C. Bennett. Elvis sentía en verdad una profunda admiración y conexión con la música y la cultura hawaiana en general, por lo cual, además de contar con sus músicos más habituales de ese período, se aseguró de incorporar a las sesiones de grabación a instrumentistas que colaborasen a lograr darle a las canciones con su aporte, el estilo tradicional de la música de las islas, para lo cual incorporó a Alvino Rey en la steel guitar, a Fred Tavares y Bernie Lewis en los ukeleles, mientras que D. J. Fontana, Bernie Mattinson y Hal Blaine se encargaron de la parte percusiva. 

## Personal
- Elvis Presley - voz
- The Surfers – coros
- The Jordanaires – coros
- Boots Randolph – saxofón
- George Field – armónica

Premios otorgados al álbum Blue Hawaii y otros exhibidos en Graceland

- Fred Tavares, Bernie Lewis – ukulele
- Hank Garland, Tiny Timbrell – guitarra acústica
- Scotty Moore –  guitarra eléctrica
- Alvino Rey  – pedal steel guitar
- Floyd Cramer – piano
- Dudley Brooks – piano, celeste
- Bob Moore – contrabajo
- D.J. Fontana, Bernie Mattinson, Hal Blaine – batería [7]

## Arte de tapa
En su formato más primigenio de 1961, en la portada del álbum se mostraba a Elvis ataviado con una camisa hawaiiana color roja y collar de flores típico de la Polinesia en el cuello, tocando un ukelele. En la edición para coleccionistas de 1997 que incluía como bonus tracks tomas alternativas como es el caso de la canción Can't help falling in love en su versión fílmica,  mostraba una imagen similar a la del álbum original junto a otra más pequeña de Elvis viajando en un automóvil descapotable.

## Posición en listas y nominaciones
| País           | Lista                      | Posición |
| -------------- | -------------------------- | -------- |
| Alemania       | Offizielle Deutsche Charts | 17       |
| Estados Unidos | Billboard Pop Albums       | 1        |
| Estados Unidos | US Cash Box                | 2        |
| Reino Unido    | UK Albums Chart            | 1        |

| Premio | Categoría                                            | Álbum      | Resultado |
| ------ | ---------------------------------------------------- | ---------- | --------- |
| Grammy | Mejor álbum de banda sonora de película o televisión | Blue Hwaii | Nominado  |

## En la cultura popular
El álbum Blue Hawaii es mostrado en su formato de disco de vinilo, en la película Lilo y Stitch donde Lilo tiene un ejemplar en su colección de discos de Elvis y procede a sacarlo de un estante de su habitación y a colocarlo luego en el giradiscos, aunque luego el tema que suena de fondo es Heartbreak Hotel, la imagen de la portada del álbum queda a la vista del espectador durante toda una escena. 